# Christine Kohler
Christine Kohler, auch Christine Kohler-Aeberhardt (geboren am 6. September 1938 in Aarberg, Kanton Bern; gestorben am 19. Dezember 1993 in Aefligen, Kanton Bern) war eine Schweizer Mundartschriftstellerin, Lehrerin und Bäuerin.

## Leben und Berufsweg
Christine Kohler war die Tochter einer Gärtnerin und eines Landwirts. Sie wuchs in Aefligen im Berner Seeland auf dem Hof ihrer Eltern auf. Von 1954 bis 1958 besuchte sie das Lehrerseminar Marzili in Bern. Im Anschluss an ihre Ausbildung war sie als Primarlehrerin an verschiedenen Schulen tätig. Sie war zwei Jahre Lehrerin in Britternmatte, sechs Jahre in Roggwil, acht Jahre in Utzenstorf und von 1974 bis 1986 in Aeflingen. Hier lebte sie auf einem Bauernhof, den sie auch bewirtschaftete.
Von 1986 bis 1993 veröffentlichte sie in der Zeitung Der Kleiner Bund eine in Berndeutsch verfasste Mundart-Kolumne unter dem Titel Im Stübli. Darin erzählte sie alles, „… was ere Husfrou uf em Land äbe so düre Chopf geit, we si nid mit zuenigen Ouge dür ds Läbe stoglet.“ (… was einer Hausfrau auf dem Land durch den Kopf geht, sofern sie nicht mit geschlossenen Augen durchs Leben geht.)
Der Erfolg ihrer Mundart-Kolumnen brachte den Zytglogge Verlag auf den Plan, der fortan ihre in Berndeutsch verfassten Texte veröffentlichte.
Christine Kohler war Mitglied im Berner Schriftstellerinnen- und Schriftsteller-Verein (BSV).
1993 starb die Mutter von vier Kindern infolge einer Krebserkrankung.

## Rezeption
Mitte der 1990er-Jahre seien für berndeutsche Literatur fruchtbare Jahre gewesen, formulierte Ruth Bietenhard in der Zeitung Der Kleine Bund. „Originell, süffig zu lesen und doch mit Tiefgang.“ In keiner anderen Literatur gäbe es eine solche Vorliebe für Erzählungen von Novellen-Länge oder Short-Stories mit oder ohne Pointe wie bei der berndeutschen, schreibt sie weiter. Eine Art Volksliteratur. Und hier reihe sich Christine Kohler als eine der wichtigen ein.
Christine Kohler schrieb berndeutsche Frauenliteratur. „Und das auf einfache, eindrückliche Art, dass einem das Herz dabei aufgeht“, schrieb der Schweizer Schriftstellerinnen- und Schriftsteller-Verein. In den Romanen „Jedesmal Rose vom Märit“ (1990) und „Nachtschatte“ (1994) stehen Frauen im Zentrum.

## Werke
- Gartetööri offe, Gartetööri zue. Mundarterzählung. Zytglogge, Gümligen 1989
- Innen lebt der Ahornbaum. Kindergeschichte. Zytglogge, Gümligen 1989
- Jedesmal Rose vom Märit. Roman. Zytglogge, Gümligen 1990
- Der Himmel i der Glungge. Betrachtige. Zytglogge, Gümligen 1992
- Nachtschatte. Zytglogge Gümligen 1994
- Lugigschichte. Radiovorlesungen. Zytglogge Gümligen
- Du kennsch di Tage (Bärndütschi Gedicht). Zytglogge, Gümligen 1998
- Wes nache isch (Stüblibriefe). Zytglogge, Gümligen

### Artikel
Niemer weiss, was er cha, bevor er’s probiert het. In: Die Landfrau, Nr. 1/1992.